# Maeve O’Neill
Maeve O’Neill (* 9. März 2004) ist eine irische Mittelstreckenläuferin, die sich auf den 800-Meter-Lauf spezialisiert hat.

## Sportliche Laufbahn
Erste internationale Erfahrungen sammelte Maeve O’Neill im Jahr 2021, als sie bei den U20-Europameisterschaften in Tallinn mit 2:10,61 min im Halbfinale über 800 Meter ausschied und mit der irischen 4-mal-100-Meter-Staffel in 3:37,39 min den fünften Platz belegte. 2023 belegte sie bei den U20-Europameisterschaften in Jerusalem in 2:10,68 min den achten Platz über 800 Meter. Zudem begann sie ein Studium am Providence College in den Vereinigten Staaten. 2025 schied sie bei den U23-Europameisterschaften in Bergen mit 2:02,66 min in der ersten Runde aus.
2021 wurde O’Neill irische Meisterin in der 4-mal-400-Meter-Staffel.

## Persönliche Bestleistungen
- 800 Meter: 2:02,66 min, 17. Juli 2025 in Bergen
  - 800 Meter (Halle): 2:04,66 min, 15. Februar 2025 in Boston